# Hamilton (Ohio)
Hamilton je město v americkém státě Ohio. Žije zde více než 60 tisíc obyvatel.
Město bylo založeno roku 1791 jako pevnost Fort Hamilton, na počest jednoho z Otců zakladatelů Alexandera Hamiltona.
Hamilton se rozkládá na březích řeky Great Miami River. V historii město pravidelně trpělo povodněmi, přičemž nejhorší byla situace v roce 1913. Záplavy tehdy způsobily obrovské škody i vysoké ztráty na životech. Město tehdy mělo asi 35 tisíc obyvatel, z nichž deset tisíc zůstalo bez domova.

## Osobnosti
- Joshua L. Liebman (1907–1948) – reformní rabín